# گل بیتا
گُل بیتا یکی از آلبوم‌های موسیقی داریوش اقبالی خواننده ایرانی است. دکلمه ی آغازین ترانه ی « تندباد حادثه » با صدای فریدون فرح اندوز است.

## آهنگ‌ها
| نام ترانه    | ترانه‌سرا        | آهنگساز          | تنظیم       |
| ------------ | --------------- | ---------------- | ----------- |
| شام مهتاب    | مینا جلالی      | صادق نوجوکی      | صادق نوجوکی |
| شیرین شیرین  | هدیه            | صادق نوجوکی      | صادق نوجوکی |
| گل بیتا      | ایرج جنتی عطایی | صادق نوجوکی      | صادق نوجوکی |
| هم غصه       | ایرج جنتی عطایی | بابک بیات        | آندرانیک    |
| یاران        | تورج نگهبان     | توحید عظیمی      | رامین زمانی |
| سرود آفرینش  | تورج نگهبان     | محمد زمانی       | آندرانیک    |
| تندباد حادثه | تورج نگهبان     | منوچهر طاهر زاده | آندرانیک    |
| کهن دیارا    | نادر نادرپور    | محمد زمانی       | رامین زمانی |